# Колыберовский сельсовет
Колыберовский сельсовет — упразднённая административно-территориальная единица, существовавшая на территории Московской губернии и Московской области до 1934 года.
Колыберовский сельсовет был образован в первые годы советской власти. По данным 1918 года он входил в состав Колыберовской волости Коломенского уезда Московской губернии
В 1922 году к Колыберовскому с/с были присоединены Неверовский и Псаревский с/с.
В 1923 году Колыберовский с/с был переименован в Псарёвский с/с.
В 1926 году Колыберовский с/с был восстановлен путём выделения из Псарёвского с/с, но уже в 1927 году вновь упразднён.
По данным 1926 года в состав сельсовета входили деревня Колыберово, погост Пять Крестов, Цементный завод и железнодорожная будка блок-поста 96 км.
В 1929 году Колыберовский с/с был восстановлен в составе Коломенского района Коломенского округа Московской области. При этом к нему был присоединён Павловский с/с.
25 декабря 1930 года Колыберовский с/с (селения Колыберово, Биркино, Павлово, Погост Пяти Крестов, Суворово) был передан в Воскресенский район.
22 марта 1934 года Колыберовский с/с был упразднён, а его территория включена в состав новообразованного рабочего посёлка Колыберово.